# Natació als Jocs Olímpics d'estiu de 2012 - 400 metres estils femenins
La prova dels 400 metres estils femenins dels Jocs Olímpics d'Estiu de 2012 es va disputar el 28 de juliol al London Aquatic Centre.

## Rècords
Abans de la prova els rècords del món i olímpic existents eren els següents:
| Rècord del món | 4:29.45 | Stephanie Rice (AUS) | 10 d'agost de 2008 | Pequín (Xina) | [ 2 ] [ 3 ] |
| Rècord olímpic | 4:29.45 | Stephanie Rice (AUS) | 10 d'agost de 2008 | Pequín (Xina) | -           |

Durant la prova es van batre els següents rècords:
| Data         | Prova | Nom             | Temps   | Rècord |
| ------------ | ----- | --------------- | ------- | ------ |
| 28 de juliol | Final | Ye Shiwen (CHN) | 4:28.43 | WR     |

## Medallistes
| Or              | Plata                  | Bronze          |
| Ye Shiwen (CHN) | Elizabeth Beisel (USA) | Li Xuanxu (CHN) |

## Resultats

### Sèries
| Pos | Sèrie | Línia | Nom                          | Temps   | Notes |
| --- | ----- | ----- | ---------------------------- | ------- | ----- |
| 1   | 5     | 4     | Elizabeth Beisel (USA)       | 4:31.68 | Q     |
| 2   | 3     | 5     | Ye Shiwen (CHN)              | 4:31.73 | Q     |
| 3   | 3     | 4     | Katinka Hosszú (HUN)         | 4:33.77 | Q     |
| 4   | 5     | 5     | Li Xuanxu (CHN)              | 4:34.28 | Q     |
| 5   | 5     | 3     | Mireia Belmonte García (ESP) | 4:34.70 | Q     |
| 6   | 4     | 4     | Hannah Miley (GBR)           | 4:34.98 | Q     |
| 7   | 4     | 5     | Stephanie Rice (AUS)         | 4:35.76 | Q     |
| 8   | 4     | 3     | Caitlin Leverenz (USA)       | 4:36.09 | Q     |
| 9   | 3     | 3     | Zsuzsanna Jakabos (HUN)      | 4:37.37 |       |
| 10  | 5     | 1     | Anja Klinar (SLO)            | 4:38.20 |       |
| 11  | 5     | 2     | Aimee Willmott (GBR)         | 4:38.87 |       |
| 12  | 4     | 6     | Miyu Otsuka (JPN)            | 4:39.13 |       |
| 13  | 5     | 6     | Blair Evans (AUS)            | 4:40.42 |       |
| 14  | 4     | 7     | Stina Gardell (SWE)          | 4:41.33 |       |
| 15  | 3     | 6     | Barbora Zavadova (CZE)       | 4:41.84 |       |
| 16  | 4     | 2     | Katheryn Meaklim (RSA)       | 4:43.46 |       |
| 17  | 2     | 5     | Kim Seoyeong (KOR)           | 4:43.99 |       |
| 18  | 5     | 7     | Lara Grangeon (FRA)          | 4:44.28 |       |
| 19  | 3     | 8     | Natalie Wiegersma (NZL)      | 4:44.78 |       |
| 20  | 3     | 2     | Miho Takahashi (JPN)         | 4:45.10 |       |
| 21  | 2     | 4     | Stephanie Horner (CAN)       | 4:45.49 |       |
| 22  | 4     | 1     | Stefania Pirozzi (ITA)       | 4:45.61 |       |
| 23  | 4     | 8     | Jordis Steinegger (AUT)      | 4:45.80 |       |
| 24  | 3     | 7     | Yana Martynova (RUS)         | 4:45.94 |       |
| 25  | 3     | 1     | Claudia Dasca Romeu (ESP)    | 4:46.80 |       |
| 26  | 2     | 7     | Ganna Dzerkal (UKR)          | 4:48.19 |       |
| 27  | 2     | 6     | Andreina Pinto Perez (VEN)   | 4:48.64 |       |
| 28  | 1     | 3     | Nguyen Thi Anh Vien (VIE)    | 4:50.32 |       |
| 29  | 1     | 4     | Susana Escobar Torres (MEX)  | 4:50.57 |       |
| 30  | 2     | 8     | Sara Nordenstam (NOR)        | 4:51.28 |       |
| 31  | 2     | 1     | Karolina Szczepaniak (POL)   | 4:52.50 |       |
| 32  | 2     | 2     | Sara El Bekri (MAR)          | 4:53.21 |       |
| 33  | 1     | 5     | Noora Laukkanen (FIN)        | 4:53.54 |       |
| 34  | 2     | 3     | Georgina Bardach (ARG)       | 4:57.31 |       |
| 35  | 1     | 6     | Anum Bandey (PAK)            | 5:34.64 | NR    |
|     | 5     | 8     | Joanna Melo (BRA)            | DNS     |       |

### Final
| Pos    | Línia | Nom                          | Temps   | Notes |
| ------ | ----- | ---------------------------- | ------- | ----- |
| Or     | 5     | Ye Shiwen (CHN)              | 4:28.43 | WR    |
| Argent | 4     | Elizabeth Beisel (USA)       | 4:31.27 |       |
| Bronze | 6     | Li Xuanxu (CHN)              | 4:32.91 |       |
| 4      | 3     | Katinka Hosszú (HUN)         | 4:33.49 |       |
| 5      | 7     | Hannah Miley (GBR)           | 4:34.17 |       |
| 6      | 1     | Stephanie Rice (AUS)         | 4:35.49 |       |
| 6      | 8     | Caitlin Leverenz (USA)       | 4:35.49 |       |
| 8      | 2     | Mireia Belmonte García (ESP) | 4:35.62 |       |